# Castell d'Aro
Castell d'Aro és una entitat de població del municipi baixempordanès de Castell d'Aro, Platja d'Aro i s'Agaró. És un conjunt històric declarat com a bé cultural d'interès nacional. El 2005 tenia 1.535 habitants. Es tracta d'una població situada a uns 2 km de Platja d'Aro, el nucli principal del municipi actual, a la Costa Brava.
A principis del Segle XIX, Castell d'Aro era el cap del municipi de la Vall d'Aro i el seu nucli més important. El 1858 però se'n segregaren les quatre parròquies que conformaren el municipi de Santa Cristina d'Aro, quedant només amb el terme de Fenals d'Aro i el seu propi terme. Als anys 60 del segle xx el creixement turístic de la zona causà la creació de Platja d'Aro i la pèrdua de la capitalitat municipal en benefici del nou nucli costaner.

## Conjunt històric
Castell d'Aro és un poble medieval construït a redós del Castell de Benedormiens i l'església de Santa Maria com a capella del castell i sufragània de la de Santa Cristina d'Aro, i que posteriorment, el 1691, esdevindria parròquia.
Està situat al cim d'un pujol que s'avança des de les estriacions del massís de les Gavarres cap a la plana de la Vall d'Aro, conca del riu Ridaura, que constitueix l'única plana de la comarca del Baix Empordà situada al sud de les Gavarres.
Un primer nucli se situa al voltant dels dos eixos en sentit est-oest i format pels carrers del Carme i de l'Església, i l'altra pels carrers Major i del Castell, que conflueixen mitjançant l'actual carrer del Calvari en el punt on hi ha la creu de terme. Completa aquesta trama viària interior un tercer eix format per l'actual plaça de Santa Maria i la pujada de l'Església que travessa els dos anteriors. Aquesta estructura es completa pels carrers del Sol i de l'Hospital, i una petita plaça.
Els seus edificis conserven elements força interessants del segle xv al xviii, entre els quals destaquen portals dovellats, finestres gòtiques, conopials i renaixentistes, i llindes amb dates del segle xviii. La majoria de les cases de Castell d'Aro són entre mitgeres amb la façana principal oberta sobre els carrers que formen els eixos en sentit est-oest i sobre la plaça de Santa Maria, mentre que els carrers del Sol i de l'Hospital només donen accés als patis posteriors de les cases. Les façanes acostumen a ser de paredat comú amb les cantonades escairades quan n'hi ha i amb obertures encerclades amb pedra tallada en la majoria dels casos, encara que en algunes edificacions més modestes aquest encerclat desapareix.
L'edifici del castell, malmès per dos incendis, un el 1462, provocat pels remences i l'altre el 1879, fortuït, conserva escasses restes d'època medieval. L'actual castell és una construcció de notables dimensions resultat de la restauració iniciada el 1970. Es tracta d'un edifici amb planta en forma de "U" amb el pati interior obert cap al nord, mirant a la façana sud de l'església, format per una juxtaposició de quatre cossos.
L'església de Santa Maria del Castell, d'estil gòtic tardà amb façana barroca, és d'una sola nau amb capelles laterals i capçalera poligonal. La portada, emmarcada per pilastres amb falsos capitells, té sobre la llinda la data 1784 i, més amunt, una fornícula amb relleus a banda i banda. Al costat sud hi ha adossat un campanar de planta quadrada d'època barroca, amb dues finestres amb arc de mig punt a cada façana i coronat amb un pinacle, i tocant a la capçalera hi ha el cos de la sagristia.
La rectoria es troba al costat dels límits del nucli medieval, edificada l'any 1569, segons consta a la llinda del portal d'entrada. Es tracta d'una edificació de planta baixa i pis, amb teulada a dues vessants i carener perpendicular a la façana principal de composició simètrica segons tres eixos dels quals el central acull el portal d'entrada a la planta baixa amb un escut en relleu i la data i una finestra al primer pis, amb decoració renaixentista. L'edifici ha sofert ampliacions per la seva façana posterior.

## Història
El primer document en el qual s'esmenta el castell anomenat de Benedormiens («castrum appelatum Benedormiens») data de l'any 1041 i fa referència a una reunió celebrada per tal de decidir el futur de dit castell acabat de construir amb la finalitat de protegir el territori de la Vall d'Aro del perill d'invasions sarraïnes. Hi participaven la comtessa Ermessenda, vídua del comte Ramon Borrell, el bisbe Pere Roger de Girona, l'abat Landrid del monestir de Sant Feliu de Guíxols, Gaufred Vidal i esposa Guíxol, senyors de Pals i es reuniren a l'església de Santa Cristina de la Vall d'Aro. El castell se cedí, no a un laic sinó al monestir de Sant Feliu de Guíxols junt amb delmes i primícies de la parròquia de Santa Cristina i de la contrada del castell.
L'any 1099, l'abat de Sant Feliu de Guíxols dona la castlania a Ramon Gaufred, de la família dels senyors de Pals. El 1197, l'abat de Sant Feliu donà la propietat del castell a Guerau de Lledó, a canvi de jurament d'homenatge. Després del segle xii, no es tenen notícies del castell de Benedormiens. D'ençà del segle xiii apareix esmentat el «castri d'Aredo».
Segons el cens efectuat durant el regnat del rei Pere III el Cerimoniós, datat l'any 1359 o el 1381, Castell d'Aro tenia 73 focs. L'any 1462, durant la guerra dels Remences, el castell fou incendiat, patint importants destrosses i entrant en franca decadència. Durant el segle xvii, Castell d'Aro ja no pertany al monestir de Sant Feliu de Guíxols i passa a dependre de la Corona, formant la batllia reial de la Vall d'Aro, i l'any 1691, l'església apareix esmentada com a parròquia, encara que depenent de la de Santa Maria de Fenals d'Aro. Ja no es tracta de la capella romànica original sinó de la gran església d'estil gòtic tardà construïda probablement entre els segles xvi i xvii, a la qual durant el segle xviii s'hi afegí l'actual façana barroca (1784 segons la data que consta a la llinda de la porta) i la sagristia (1765).
Al segle xix, durant el regnat d'Isabel II, Castell d'Aro era cap d'un districte municipal integrat, a més a més pels pobles de Santa Cristina d'Aro, Bell-lloc, Fenals, Romanyà de la Selva i Solius, que al cap de poc temps es varen segregar per formar una entitat municipal independent Santa Cristina i els seus agregats de Solius, Romanyà i Bell-lloc, quedant dintre del nou municipi el terme de Fenals d'Aro. Avui en dia el municipi conté també la zona de Platja d'Aro, s'Agaró, Sant Pol, Fenals i la Crota.
L'any 1879 el castell patí un segon incendi accidental amb una forta explosió que afectà seriosament les estructures primitives. Amb posterioritat a aquest incendi, l'edifici, de propietat municipal, fou reconstruït i allotjà durant un cert temps diverses dependències i serveis, entre els quals les escoles nacionals, fins a l'any 1970 en que, un cop desallotjats aquests serveis, s'inicià la seva restauració.
Entre 1892 i 1969 disposà de connexió ferroviària a la línia de Sant Feliu de Guíxols a Girona. Al poble s'hi celebra des de 1959 el Pessebre Vivent de Castell d'Aro, el pessebre vivent més antic de Catalunya.